# Widerøe’s Flyveselskap
Widerøe’s Flyveselskap (im Außenauftritt Widerøe) ist eine norwegische Regionalfluggesellschaft mit Sitz in Bodø und Basis auf dem Flughafen Bodø.

## Geschichte

Ehemaliges Logo der Widerøe

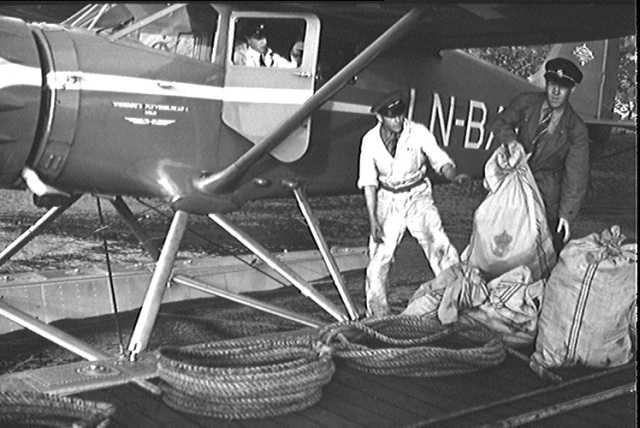
Stinson Reliant der Widerøe im Jahr 1936

### Gründung und erste Jahre
Widerøe’s Flyveselskap wurde am 19. Februar 1934 von Viggo Widerøe als Widerøe’s Flying Company gegründet. Er erhielt die staatliche Erlaubnis, einen Liniendienst zwischen Oslo, Kristiansand, Stavanger und Haugesund einzurichten. Dagegen protestierte die staatliche Fluggesellschaft Det Norske Luftfartselskap (DNL) erfolgreich. Widerøe verlegte seinen Sitz nach Kirkenes. Durch den Einmarsch deutscher Truppen endete der Kirkenes Service und Viggo Widerøe wurde zwischen 1940 und 1943 von den deutschen Besatzern interniert.

### Entwicklung nach dem Zweiten Weltkrieg

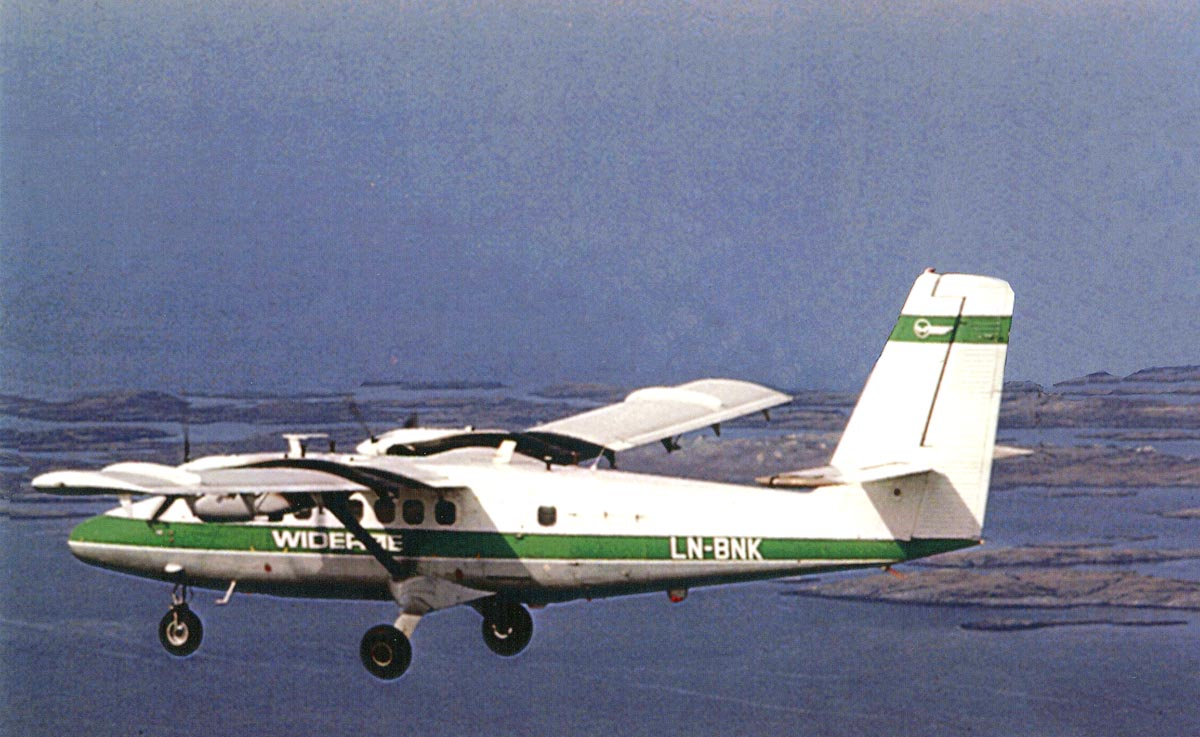
de Havilland Canada DHC-6-300 der Widerøe im Jahr 1970

Nach Kriegsende gründete Widerøe 1946 eine Flugschule, danach ein Lufttaxi- und Fotoflugunternehmen. Im Jahr 1950 kaufte Widerøe die Polarfly A.S. aus Narvik mit ihren Strecken nach Bodø und Svolvær. SAS Scandinavian Airlines bot Widerøe weitere Strecken als Subunternehmer an. Dadurch erweiterte sich das Netz auf Harstad, Tromsø, Alta und Hammerfest. Bis 1965 wurden auch Charterflüge durchgeführt.
Das norwegische Parlament beschloss, im Norden des Landes zahlreiche kleine Flughäfen mit einer Standard-Landebahngröße von 840 m × 30 m zu bauen und damit das so genannte „Kurzbahnnetz“ zu etablieren. Diese Flugplätze konnte Widerøe mit Kurzstart-tauglichen Maschinen vom Typ de Havilland Canada DHC-6, später DHC-7 bedienen. Damit schuf sich die Gesellschaft fast ein Monopol, da die großen Fluggesellschaften die kurzen Pisten nicht nutzen konnten. Auf dem Fotoflugsektor hatte man sich einen so guten Namen gemacht, dass ausländische Verträge abgeschlossen wurden. Nach dem Zusammenschluss mit einer Vermessungsfirma wurde die Sparte unter dem Namen Fjellanger Widerøe S.A. die größte Landvermessungsgesellschaft Norwegens. Weitere zehn Kurzbahn-Flughäfen wurden gebaut. Im Jahr 1975 zählte Widerøe bereits 34 Zielflughäfen.

### Jüngere Geschichte seit 1990

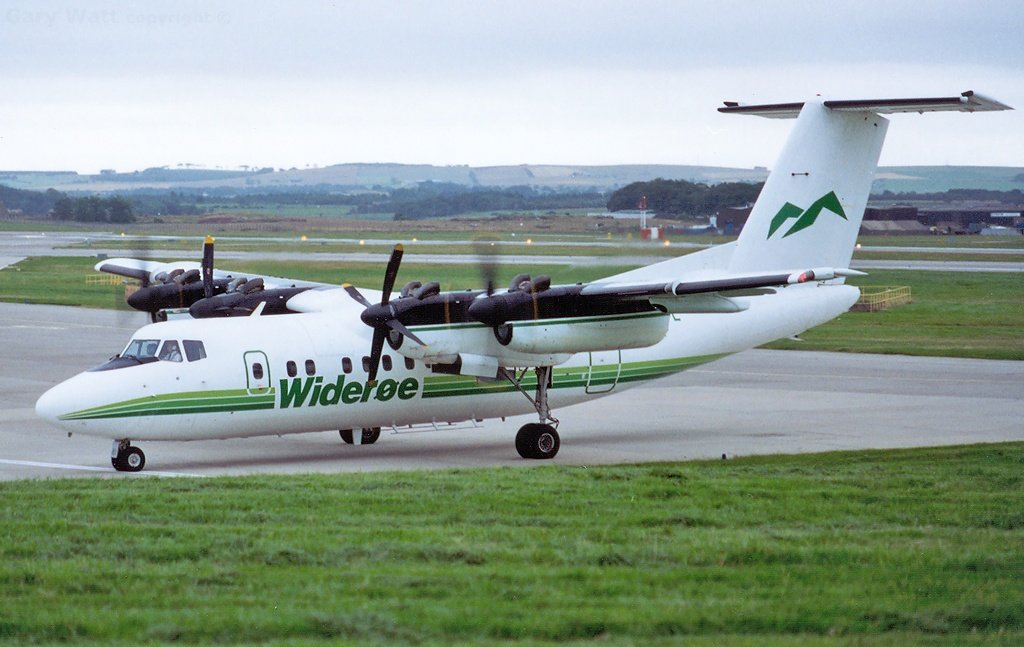
de Havilland Canada DHC-7 der Widerøe im Jahr 1993

Im Jahr 1994 erweiterte Widerøe das Streckennetz nach Kopenhagen, zu den Shetlandinseln und später nach Aberdeen, Edinburgh, Newcastle, Stockholm und Berlin. Heute unterhält sie Zubringerdienste für SAS Scandinavian Airlines, deren 100-prozentige Tochtergesellschaft sie bis 2013 war, zu deren Drehkreuzen in Oslo, Stockholm und Kopenhagen. 2004 erreichte man einen Umsatz von etwa zwei Milliarden norwegische Kronen bei etwa 1,8 Millionen Passagieren. Die Gewinnerwartungen lagen bei rund 100 Millionen Kronen. Die durchschnittliche Auslastung der Maschinen lag bei 51,9 %.
Im Sommer 2013 verkaufte die SAS Group 80 Prozent ihrer Anteile an Widerøe für etwa 235 Millionen Euro an ein norwegisches Investorenkonsortium, an welchem unter anderem die Havila Group über ihre Tochter Fjord1 beteiligt ist. Am 30. Juni 2016 verkaufte die SAS Group auch die restlichen 20 Prozent an das norwegische Investorenkonsortium.
Am 6. Juli 2023 wurde bekannt gegeben, dass Norwegian Air Shuttle die Fluggesellschaft für 97 Millionen Euro übernehmen will, die Marke soll erhalten bleiben. Die Übernahme wurde am 12. Januar 2024 abgeschlossen.

## Flugziele
Widerøe bedient ein dichtes Netz an Zielen innerhalb Norwegens und fliegt darüber hinaus Städte in Skandinavien, im Vereinigten Königreich und in Deutschland an. In Deutschland werden Hamburg und München jeweils dreimal wöchentlich bedient.

## Flotte

### Aktuelle Flotte

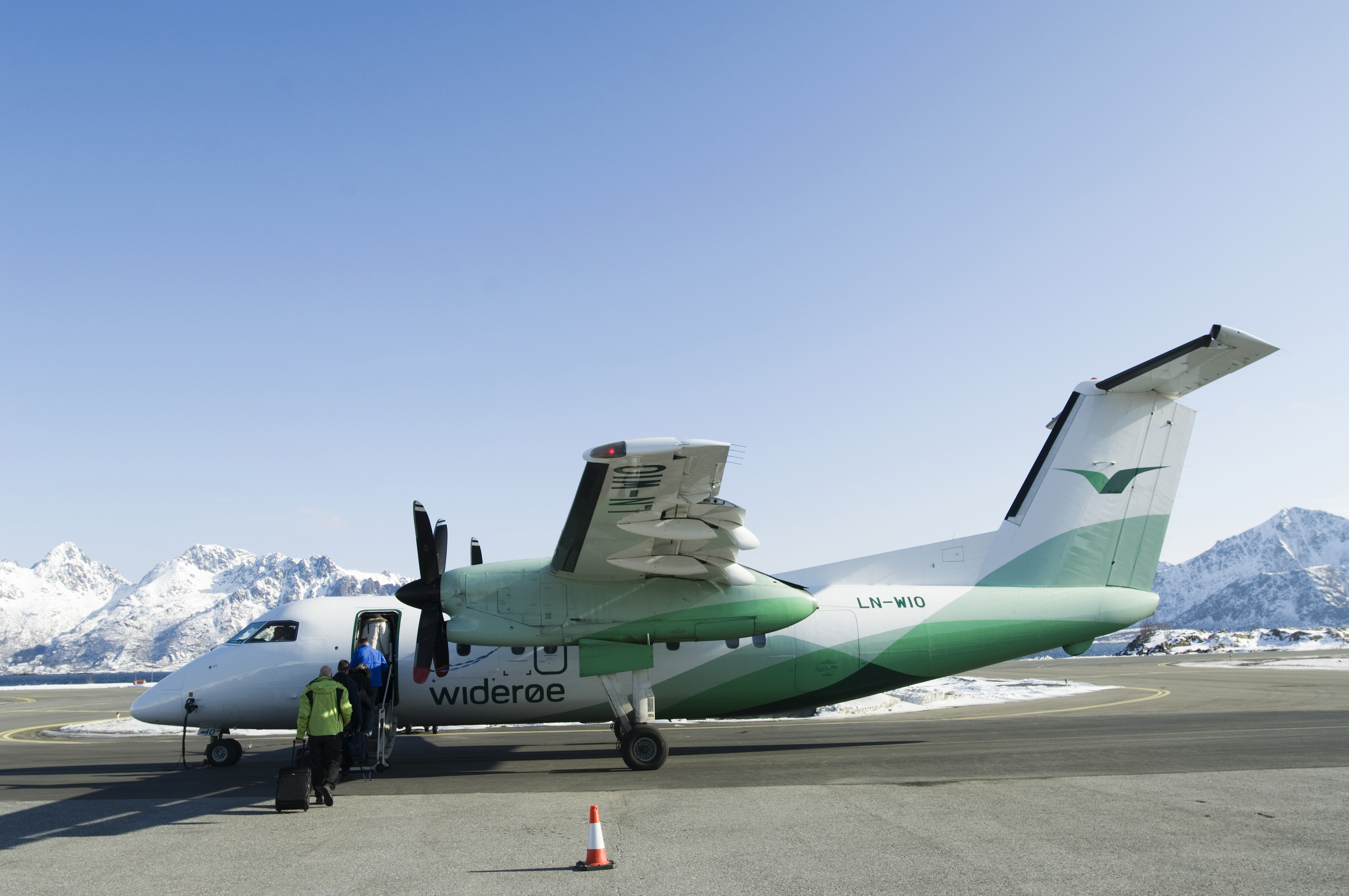
De Havilland DHC-8-100 der Widerøe

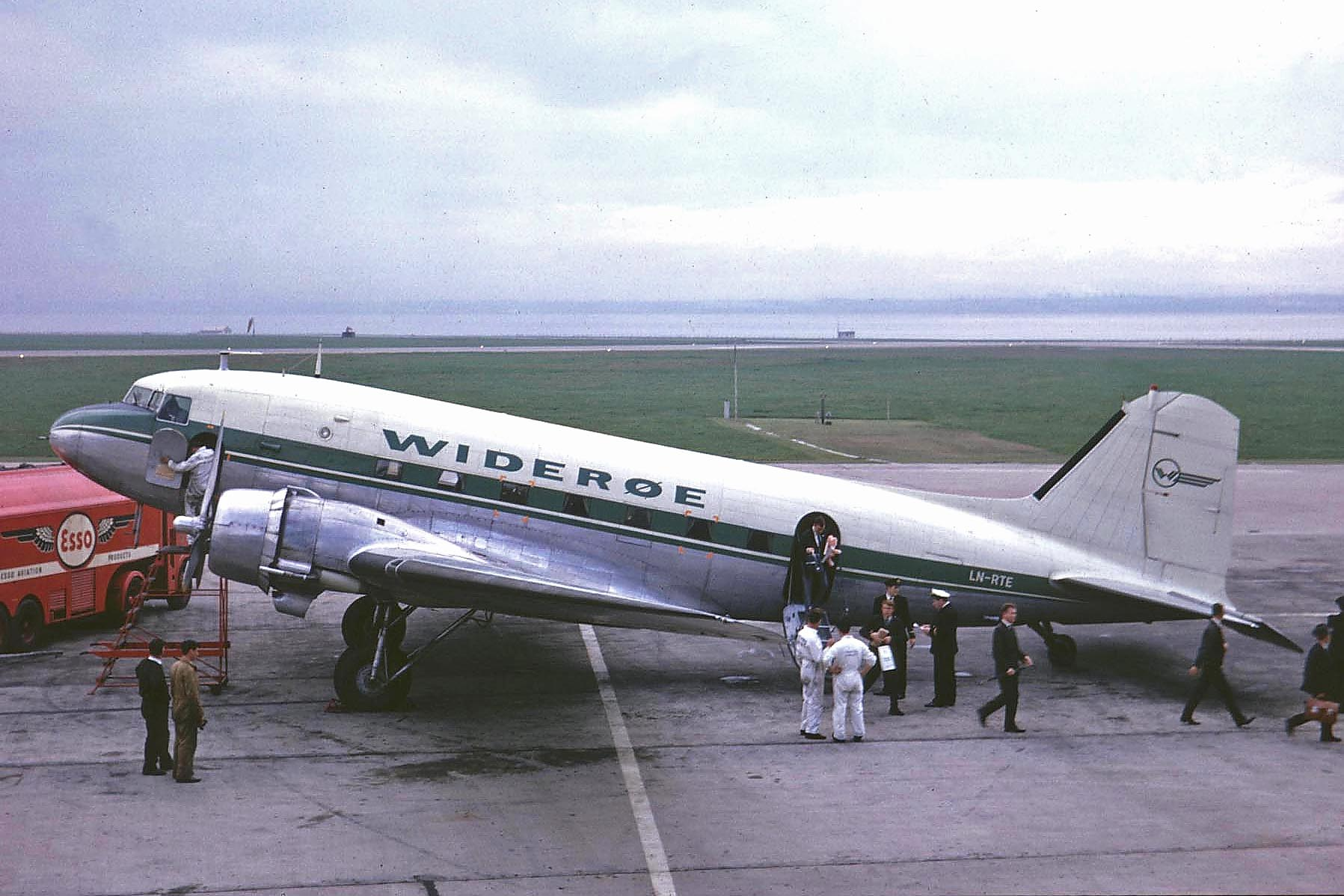
Douglas DC-3 der Widerøe

Mit Stand April 2025 besteht die Flotte der Widerøe aus 50 Flugzeugen mit einem Durchschnittsalter von 23,6 Jahren:
| Flugzeugtyp            | Anzahl | bestellt | Anmerkungen                                                                                         | Sitzplätze | Durchschnittsalter |
| ---------------------- | ------ | -------- | --------------------------------------------------------------------------------------------------- | ---------- | ------------------ |
| De Havilland DHC-8-100 | 23     |          | zwei inaktiv                                                                                        | 39         | 30,3 Jahre         |
| De Havilland DHC-8-200 | 04     |          | je eine inaktiv                                                                                     | 39         | 29,0 Jahre         |
| De Havilland DHC-8-300 | 03     |          | je eine inaktiv                                                                                     | 50         | 26,4 Jahre         |
| De Havilland DHC-8-400 | 17     | 1        | drei inaktiv                                                                                        | 76 78      | 15,8 Jahre         |
| Embraer E190-E2        | 03     |          | + 12 Optionen; eine inaktiv; Widerøe ist Erstkunde der E190-E2; erste Auslieferung am 5. April 2018 | 114        | 07,0 Jahre         |
| Gesamt                 | 50     | 1        | |            | 23,6 Jahre         |

### Ehemalige Flugzeugtypen
Zuvor wurden von Widerøe unter anderem folgende Flugzeugtypen eingesetzt:
- Cessna 170
- Cessna 411[13]
- de Havilland Canada DHC-3 Otter
- de Havilland Canada DHC-6 Twin Otter
- de Havilland Canada DHC-7
- Douglas DC-3
- Fokker 50
- Max Holste Super Broussard (Nord 260)
- Stinson Reliant
- WACO RNF

## Zwischenfälle
Widerøe verzeichnet in ihrer Geschichte acht Totalverluste von Flugzeugen. Bei vier davon kamen insgesamt 62 Menschen ums Leben.
- Am 5. März 1964 kam es mit einer Douglas DC-3/C-47A-1-DK der Widerøe’s Flyveselskap (Luftfahrzeugkennzeichen LN-PAS) zu einem Startunfall auf dem Flughafen Oslo-Fornebu (Norwegen). Das Flugzeug wurde irreparabel beschädigt. Alle 18 Insassen, drei Besatzungsmitglieder und 15 Passagiere, überlebten den Unfall.[15]

- Am 11. März 1982 stürzte eine de Havilland DHC-6-300 Twin Otter (LN-BNK) auf dem Flug von Berlevåg nach Mehamn bei Gamvik in die Barentssee, nachdem das Seitenleitwerk abgebrochen war. Alle 15 Passagiere und Besatzungsmitglieder an Bord kamen ums Leben. Die genauen Ursachen des Strukturversagens konnten nie abschließend geklärt werden (siehe auch Widerøe-Flug 933).[16]

- Am 6. Mai 1988 flog eine von Namsos kommende de Havilland Canada DHC-7 (LN-WFN) 8 km vom Flughafen Brønnøysund entfernt beim Landeanflug in den Berg Torghatten. Sie war bei niedrigen Wolken mit zu geringer Höhe angeflogen. Alle 36 Personen an Bord kamen ums Leben – damit handelte es sich um den bis März 2020 schwersten Unfall mit diesem Flugzeugmuster.[17]

- Am 12. April 1990 wurde eine DHC-6-300 der Widerøe (LN-BNS) auf ihrem Flug von Værøy nach Bodø kurz nach dem Start von extremen Turbulenzen erfasst. Dabei brach das Höhenleitwerk oder das Höhenruder ab, und die unkontrollierbare Maschine stürzte ab. Alle fünf Personen an Bord kamen ums Leben. Aufgrund anderer ähnlicher Zwischenfälle am Flughafen von Værøy wurde dieser geschlossen und durch einen Heliport ersetzt (siehe auch Widerøe-Flug 839).[18]

- Am 27. Oktober 1993 stürzte eine DHC-6-300 (LN-BNM) im Landeanflug auf den Flughafen von Namsos ab. Die in Trondheim gestartete Maschine kollidierte knapp sechs Kilometer vor dem Zielflughafen mit dem Boden. Alle sechs Personen an Bord kamen ums Leben.[19]